# CD5

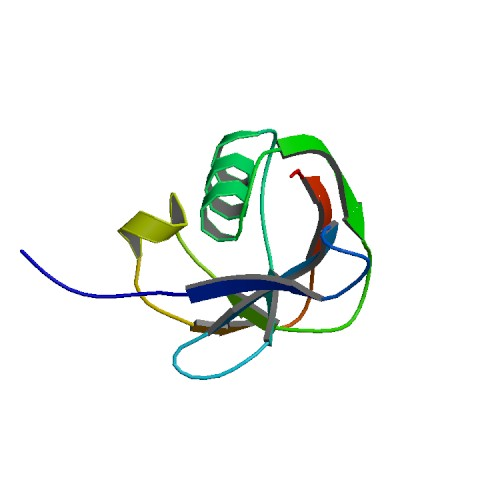
Estrutura da proteína CD5.

O CD5 (Cluster of Differentiation 5) é uma molécula de superfície celular encontrada em um sutipo de células B secretoras de imunoglobulina chamadas de células B-1, e também em linfócitos T.  As células B-1 possuem diversidade limitada de seu receptor de células B (BCR) devido à falta da enzima deoxinucleotidil transferase terminal (TdT) e são potencialmente auto-reativas. O CD5 serve para mitigar sinais do BCR de forma que as células B-1 podem sem ativadas apenas por estímulos intensos (como proteínas bacterianas) e não por proteínas tissulares normais. O CD5 era utilizado como marcador de células T até o advento de anticorpos monoclonais específicos contra o CD3.
Nos humanos, o gene que codifica esta proteína está localizado no braço longo do cromossomo 11. Não há ligante conhecido para o CD5.
As células T expressam níveis mais altos de CD5 que as células B.
As doenças neoplásicas linfoma não-hodgkin de células do manto e a leucemia linfocítica crônica expressam, de forma anômala, o marcador CD5 na superfície de suas células.